# Kurt Masur

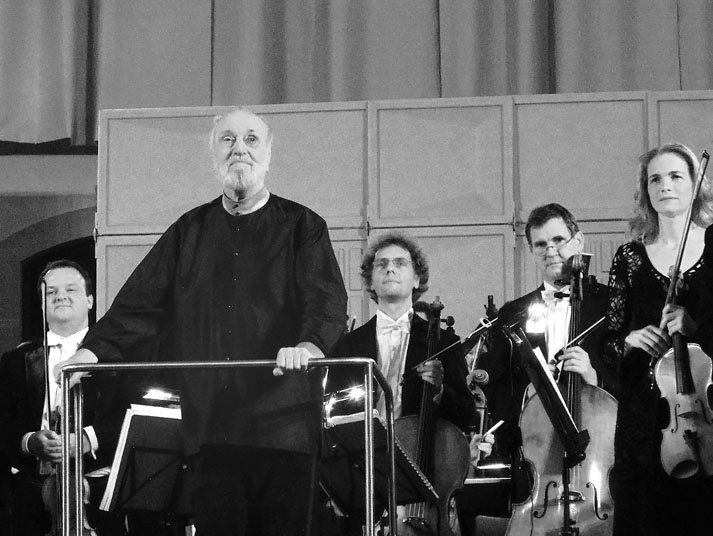
Kurt Masur am Pult der Dresdner Philharmonie (Dezember 2012)

Kurt Masur (* 18. Juli 1927 in Brieg/Niederschlesien, heute Brzeg, Polen; † 19. Dezember 2015 in Greenwich, Connecticut) war ein deutscher Dirigent. Er war von 1958 bis 1960 Musikalischer Oberleiter der Mecklenburgischen Staatskapelle Schwerin, 1960 bis 1964 Generalmusikdirektor der Komischen Oper Berlin, von 1967 bis 1972 Chefdirigent der Dresdner Philharmonie, von 1970 bis 1996 Gewandhauskapellmeister in Leipzig, von 1991 bis 2002 Musikdirektor der New Yorker Philharmoniker, von 2000 bis 2007 Chefdirigent des London Philharmonic Orchestra und von 2002 bis 2008 Musikdirektor des Orchestre National de France. Durch seine Schule ging eine Reihe heute bekannter Dirigenten, darunter Kahchun Wong, Matthias Manasi, Ivo Hentschel, und Cornelius Meister. Neben seinem musikalischen Wirken ist er auch für sein politisches Engagement insbesondere während der Friedlichen Revolution in Leipzig – als einer der Sechs von Leipzig am 9. Oktober 1989 – bekannt.

## Leben

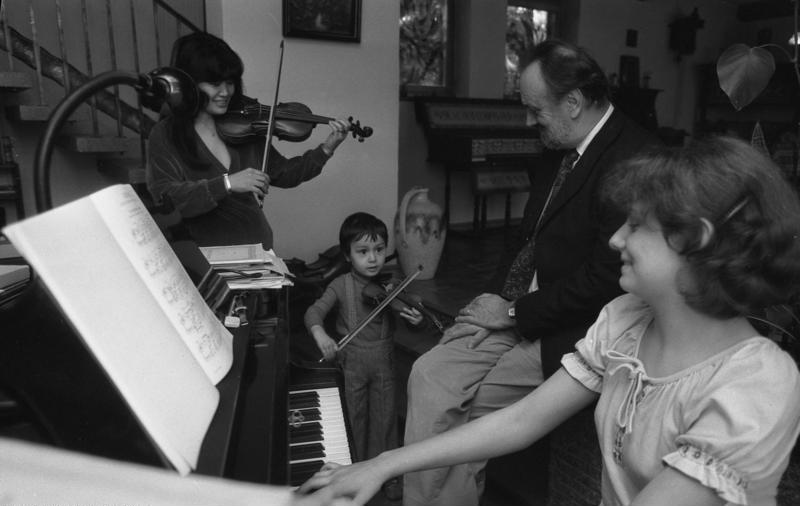
Kurt Masur mit seiner Frau Tomoko Masur, Sohn Ken-David und Tochter Carolin (1981)

Kurt Masur war der Sohn des Elektroingenieurs Kurt Masur, der ein Elektrofachgeschäft betrieb, und seiner Frau Emmy, geb. Bartholomäus. Kurt Masur absolvierte eine Ausbildung zum Elektriker; zeitweise arbeitete er in der Firma seines Vaters. Er sagte von sich selbst, er habe viel Freude an praktischer Arbeit.
Der Klavierunterricht seiner älteren Schwester weckte bei ihm das Interesse am Klavierspiel. Mit 10 Jahren bekam er Klavierunterricht von der zweiten Organistin der Brieger Kirche, und er begann Orgel zu spielen. Ab 1942 war er zwei Jahre Schüler an der Landesmusikschule Breslau in den Fächern Klavier und Violoncello. Mit 16 Jahren bekam er die ärztliche Diagnose, dass der kleine Finger seiner rechten Hand nicht mehr streckbar sei, was eine Karriere als Pianist ausschloss. So reifte der Entschluss, stattdessen zu dirigieren. 1944/45 wurde er zum Kriegsdienst bei den Fallschirmjägern eingezogen.
Nach seiner Rückkehr studierte er von 1946 bis 1948 an der Leipziger Hochschule für Musik – Mendelssohn-Akademie Klavier bei Sigfrid Grundeis, Fritz Weitzmann und Franz Langer, Komposition und Orchesterleitung bei Heinz Bongartz und Kurt Soldan, brach das Studium jedoch ab. Später bezeichnete er sich deswegen als „Amateur“.
Masur war bis 1966 in erster Ehe mit Brigitte Stütze verheiratet. Sie hatten sich schon in Schlesien kennengelernt und bekamen zusammen zwei Söhne und eine Tochter. 1966 wurde Tochter Carolin geboren, deren Mutter, die Tänzerin Irmgard Elsa Kaul (* 1938), er 1971 heiratete. Diese starb 1972 bei einem Autounfall, bei dem Masur am Steuer saß und bei dem noch zwei weitere Menschen starben. Die genauen Umstände des Unfalls blieben ungeklärt; es gab unterschiedliche Versionen des Geschehens. In dritter Ehe war er seit 1975 mit der japanischen Bratschistin und Sopranistin Tomoko Sakurai verheiratet. Aus dieser Ehe stammt der Sohn Ken-David (* 1977), der Dirigent ist. Insgesamt hat Masur fünf Kinder.
Am 10. Oktober 2012 wurde öffentlich bekannt gegeben, dass Kurt Masur bereits seit einigen Jahren an der Parkinson-Krankheit leide.
Nach mehreren Stürzen (April 2012 und Februar 2013) trat Masur nur noch selten auf; zuletzt dirigierte er im Rollstuhl sitzend. Am 19. Dezember 2015 starb Kurt Masur im Alter von 88 Jahren in Greenwich (Connecticut, USA) im Krankenhaus. Nach einem öffentlichen Trauergottesdienst mit dem Thomanerchor und 28 Musikern des Gewandhausorchesters unter Leitung von Gotthold Schwarz in der Leipziger Thomaskirche wurde Masurs Urne am 14. Januar 2016 im engsten Familienkreis in der Abteilung II des Leipziger Südfriedhofs beigesetzt. Am 16. April 2016 fand ein Gedenkkonzert im Gewandhaus statt.

## Wirken
Kurt Masur prägte als Gewandhauskapellmeister fast dreißig Jahre das Leipziger Musikleben. Nach seinem Studium war er von 1948 bis 1951 Solorepetitor und Kapellmeister am Landestheater Halle in Halle (Saale). Nach der Tätigkeit als Erster Kapellmeister an den Städtischen Bühnen Erfurt (1951–1953) und den Städtischen Theatern Leipzig (1953–1955) wurde er 1955 Dirigent der Dresdner Philharmonie. Von 1958 bis 1960 war er Musikalischer Oberleiter am Mecklenburgischen Staatstheater Schwerin und von 1960 bis 1964 an der Komischen Oper Berlin. Er gastierte 1964 bis 1967 in verschiedenen europäischen Ländern und in Brasilien; von 1967 bis 1972 leitete er die Dresdner Philharmoniker als Chefdirigent.
Von 1970 bis 1996 war Masur Gewandhauskapellmeister in Leipzig; er gab mit dem Gewandhausorchester über 900 Tournee-Konzerte. In dieser Funktion setzte er den Neubau des neuen (dritten) Gewandhauses für das Orchester durch (Eröffnung 1981), das seit der Zerstörung im Krieg 1943 ohne eigene Spielstätte war. Von 1976 bis 1980 war er erster Gastdirigent beim Dallas Symphony Orchestra. Von 1991 bis 2002 wirkte er zudem als Musikdirektor der New Yorker Philharmoniker. Von 2000 bis 2007 war er Chefdirigent des London Philharmonic Orchestra. Von 2002 bis 2008 oblag ihm auch die musikalische Leitung des Orchestre National de France in Paris. 2006 leitete er das Neujahrskonzert von Venedig. Seit 1997 war Kurt Masur Ehrendirigent des Gewandhausorchesters. Zudem war er seit 1992 Ehrengastdirigent beim Israel Philharmonic Orchestra sowie seit 1994 Ehrendirigent der Dresdner Philharmonie.
Am 9. Oktober 1989, dem Tag der Leipziger Montagsdemonstrationen, gehörte Masur zu den sechs prominenten Leipzigern (neben den Sekretären der SED-Bezirksleitung Kurt Meyer, Jochen Pommert und Roland Wötzel, dem Kabarettisten Bernd-Lutz Lange und dem Theologen und Stasi-Mitarbeiter Peter Zimmermann), die den Aufruf Keine Gewalt! verfassten (Wortlaut). Dieser Aufruf wurde während der Demonstration mehrfach über die Lautsprecher des Leipziger Stadtfunks verbreitet und trug maßgeblich zu deren friedlichem Verlauf bei. Am 27. Dezember 1989 wurde Masur erster Ehrenbürger der Stadt Leipzig nach dem Mauerfall. 2014 erhielt Masur für sein Engagement bei der Friedlichen Revolution die Goldene Henne in der Kategorie „Politik“.
1991 wurde unter Masurs Vorsitz die Internationale Mendelssohn-Stiftung e. V. für den Erhalt und die Wiederherstellung des Leipziger Mendelssohn-Hauses gegründet, in der er sich bis zuletzt engagierte. 2007 wurde ihm der Internationale Mendelssohn-Preis zu Leipzig verliehen, und er war Präsident der Felix-Mendelssohn-Bartholdy-Stiftung. Überdies war er Mitglied des Kuratoriums des forum thomanum Leipzig e. V.
Von 2004 bis 2013 leitete Kurt Masur als Vorstandsvorsitzender das Beethoven-Haus Bonn. Hier führte er 2006 die jährlichen Meisterkurse für Nachwuchskünstler ein.
Schon früh wurden Masur Ehrungen zuteil: Die DDR zeichnete ihn mit dem Leipziger Kunstpreis und dreimal mit dem Nationalpreis (1969/1970/1982) aus. Im Jahr 1975 wurde er zum Professor an der Leipziger Hochschule für Musik „Felix Mendelssohn Bartholdy“ ernannt. Im Jahr 1984 wurde ihm der Ehrendoktorgrad der Universität Leipzig verliehen. Am 26. Januar 1990 gehörte Masur zu den Gründern der Kulturstiftung Leipzig und wurde zu deren erstem Präsidenten (bis 1995) gewählt. 1994 wurde er Vorstandsmitglied der Deutschen Nationalstiftung. Masur war Mitglied der Sächsischen Akademie der Künste und der Akademie der Künste Berlin. 2003 wurde er zum Ehrenmitglied des „Vereins Beethoven-Haus“ ernannt.

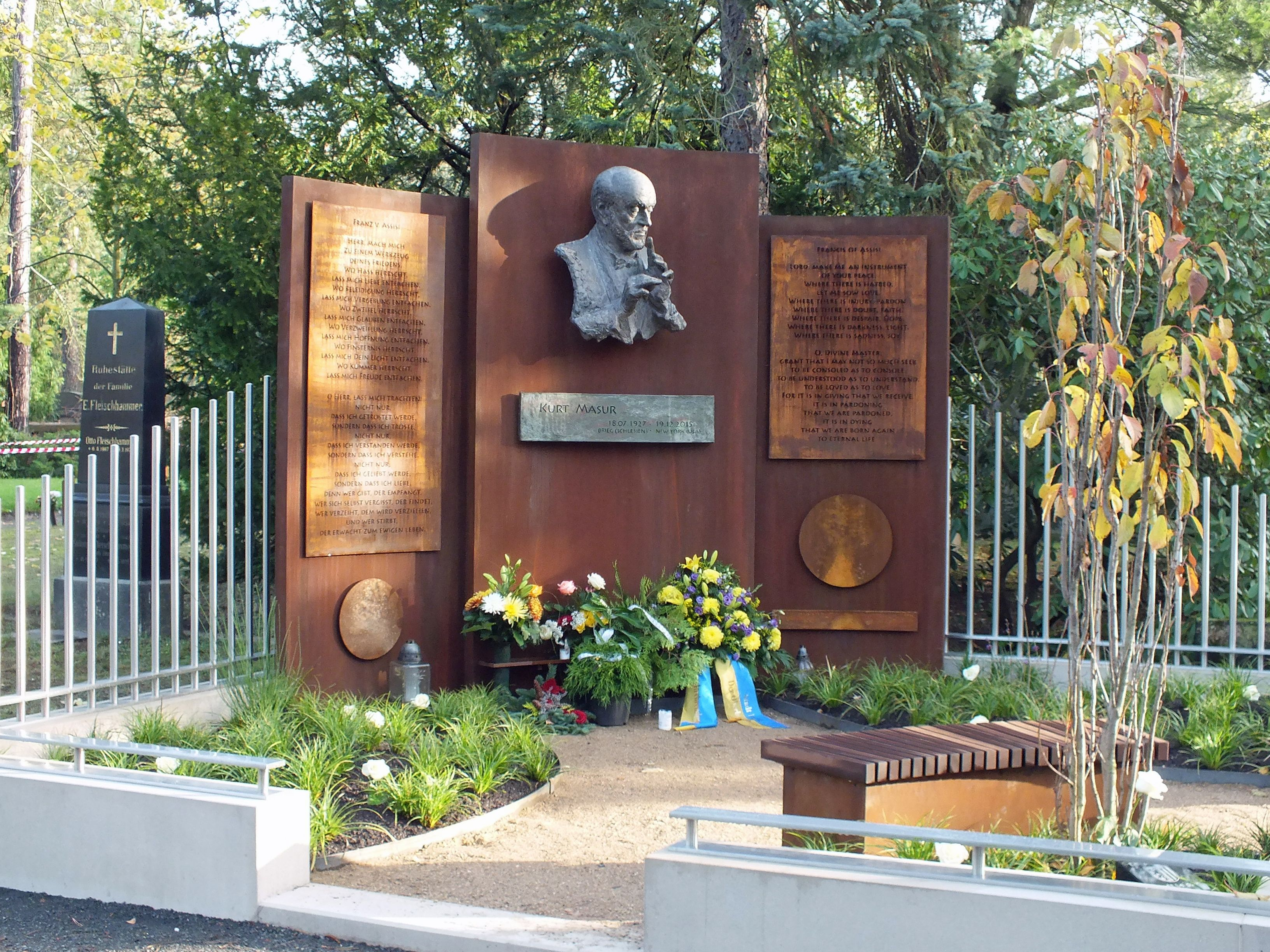
Das Ehrengrab für Kurt Masur in Leipzig (November 2017)

Masurs Erbe wird vom Internationalen Kurt-Masur-Institut in Leipzig verwaltet. Zu seinem Gedenken wurde am 1. Juli 2017 die bisherige 3. Grundschule in der Scharnhorststraße in der Leipziger Südvorstadt in Kurt-Masur-Schule umbenannt. Am 8. September 2017 erhielt der zuvor unbenannte Platz zwischen dem Leipziger Gewandhaus, dem City-Hochhaus und der Moritzbastei den Namen Kurt-Masur-Platz. Seine Familie errichtete ihm im November 2017 ein Grabmal auf einer Ehrengrabstelle der Stadt Leipzig. Die Gestaltung des Grabmals mit einer Büste in der Mitte stammt von Markus Gläser. Die Büste zeigt Masur in der für ihn typischen Handhaltung beim Dirigieren.

## Diskografie

### Gesamtwerk, Überblick
Masurs Arbeit umfasste ein reiches Repertoire; zu seinen bekanntesten Aufnahmen zählen die Werke von Bruckner, Dvořák, Liszt, Mendelssohn, Prokofjew und Tschaikowski sowie die neun Sinfonien von Beethoven. Letztere spielte er mit dem Gewandhausorchester mehrfach ein. Von Masur gibt es zudem Aufnahmen von Bach, Brahms, Britten, Bruch, Cerha, Debussy, Mahler, Schostakowitsch, Schubert, Schumann und Sibelius; aber auch von Gershwin, dessen Werke er 1975 auf Schallplatte veröffentlichte.
Zusammen mit Annerose Schmidt spielte er sämtliche Klavierkonzerte von Mozart ein; gemeinsam mit Emil Gilels und dem Staatlichen Sinfonieorchester der UdSSR die Klavierkonzerte Beethovens. Sowohl mit Yehudi Menuhin als auch mit Anne-Sophie Mutter nahm er das Violinkonzert von Brahms auf und begleitete Mutter auch bei Werken von Beethoven und Mendelssohn. Masur konzertierte ebenso mit Cyprien Katsaris, Hélène Grimaud und Helen Huang.
Mussorgskis Bilder einer Ausstellung nahm er mehrfach in der weniger bekannten Orchestrierung von Sergei Gortschakow auf.
Unter der Leitung von Masur wurden auch die Opern Fidelio (Beethoven), Ariadne auf Naxos (Strauss) und Genoveva von Robert Schumann aufgenommen. Für den Deutschen Fernsehfunk wurde außerdem Walter Felsensteins Inszenierung von Giuseppe Verdis Othello aufgezeichnet, bei der Masur die musikalische Leitung innehatte.
Die zahlreichen Einspielungen Masurs wurden hauptsächlich von Eterna und Philips (Aufnahmen mit dem Gewandhausorchester), aber auch von Teldec (Aufnahmen mit dem Gewandhausorchester und mit den New Yorker Philharmonikern) veröffentlicht; die meisten der Aufnahmen sind auf CD erhältlich. Aufnahmen mit dem Orchestre National de France erschienen bei Naïve Records.

### Ausgewählte Aufnahmen
- Bach: Violinkonzerte – Karl Suske, Giorgio Kröhner; Gewandhausorchester, 1979.
- Bach: Matthäuspassion – Edith Wiens, Carolyn Watkinson, Peter Schreier; New Yorker Philharmoniker, 1993.
- Beethoven: Sinfonien Nr. 1–9 – Anna Tomowa-Sintow, Annelies Burmeister, Peter Schreier, Theo Adam; Gewandhausorchester, 1975.
- Beethoven: Sinfonien Nr. 1–9 – Sylvia McNair, Jard van Nes, Uwe Heilmann, Bernd Weikl; Gewandhausorchester, 1990–1993.
- Beethoven: Sinfonien Nr. 1; 3–9 – Birgit Remmert, Pavol Breslik, Hanno Mueller-Brachmann; Dresdner Philharmonie, 2012.[31]
- Beethoven: Sinfonien Nr. 1 u. 4 sowie 3 u. 5 – London Philharmonic Orchestra, 2016, 2019.
- Beethoven: Sinfonien Nr. 2 u. 6 – Orchestre National de France, 2002.
- Beethoven: Sinfonie Nr. 9 d-Moll op. 125 – Edda Moser, Rosemarie Lang, Peter Schreier, Theo Adam; Gewandhausorchester, 1981. (Eröffnungskonzert: Neues Gewandhaus Leipzig)
- Beethoven: Sinfonie Nr. 9 d-Moll op. 125 – Věnceslava Hrubá-Freiberger, Cornelia Wulkopf, Peter Schreier, Bernd Weikl; Gewandhausorchester, 1990. (Festveranstaltung aus dem Schauspielhaus Berlin am Vorabend des Tages der Deutschen Einheit, letztes Konzert in der DDR)
- Beethoven: Klavierkonzerte 1–5 – Emil Gilels; Staatliches Sinfonieorchester der UdSSR, 1976
- Beethoven: Tripelkonzert für Klavier, Violine und Violoncello C-Dur op. 56 – Christian Zacharias, Ulf Hoelscher, Heinrich Schiff; Gewandhausorchester, 1985.
- Beethoven: Tripelkonzert für Klavier, Violine und Violoncello C-Dur op. 56 – Beaux Arts Trio; Gewandhausorchester, 1992.
- Beethoven: Tripelkonzert für Klavier, Violine und Violoncello C-Dur op. 56 – Anne-Sophie Mutter, André Previn, Lynn Harrell; London Philharmonic Orchestra, 2008.
- Beethoven: Violinkonzert D-Dur op. 61 – Anne-Sophie Mutter; New Yorker Philharmoniker, 2002.
- Beethoven: Fidelio – Jeannine Altmeyer, Carola Nossek, Theo Adam, Siegfried Jerusalem, Peter Meven, Siegmund Nimsgern, Rüdiger Wohlers; Gewandhausorchester, 1981.
- Brahms: Serenaden Nr. 1 und 2 – Gewandhausorchester, 1980.
- Brahms: Sinfonien Nr. 1–4 – Gewandhausorchester, 1975–1977.
- Brahms: Sinfonien Nr. 1–4 – New Yorker Philharmoniker, 1992–1996.
- Brahms: Die Ungarischen Tänze Nr. 1–21 – Gewandhausorchester Leipzig, 1981.
- Brahms: Ein deutsches Requiem – Sylvia McNair, Håkan Hagegård, The Westminster Symphonic Choir; New Yorker Philharmoniker, 1995.
- Brahms: Klavierkonzert Nr. 2 B-Dur op. 83 – Elisabeth Leonskaja; Gewandhausorchester 1994.
- Brahms: Violinkonzert D-Dur op. 77 – Yehudi Menuhin; Gewandhausorchester, 1982.
- Brahms: Violinkonzert D-Dur op. 77 – Anne-Sophie Mutter; New Yorker Philharmoniker, 1997.
- Britten: War Requiem – Carol Vaness, Jerry Hadley, Thomas Hampson, American Boychoir, Westminster Symphonic Choir; New Yorker Philharmoniker, 1998.
- Britten: War Requiem – Christine Brewer, Anthony Dean Griffey, Gerald Finley, Chor des London Philharmonic Orchestra; London Philharmonic Orchestra, 2006.
- Britten: War Requiem – Edith Wiens, Nigel Robson, Håkan Hagegård, Prager Philharmonischer Chor; Israel Philharmonic Orchestra, 2011.
- Bruch: Sinfonien Nr. 1–3 – Gewandhausorchester, 1984/88.
- Bruckner: Sinfonien Nr. 1–9 – Gewandhausorchester, 1974–1978.
- Bruckner: Sinfonien Nr. 4 u. 7 – New Yorker Philharmoniker, 1991/94.
- Dukas: Der Zauberlehrling – New Yorker Philharmoniker 1992 und Gewandhausorchester 2007.
- Dvořák: Sinfonien Nr. 8 u. 9 – New Yorker Philharmoniker, 1994/92.
- Gershwin: Rhapsody in Blue, Porgy and Bess-Suite, Ein Amerikaner in Paris, Cuban Overture – Siegfried Stöckigt; Gewandhausorchester, 1975–1977.
- Janáček: Glagolská mše (Glagolitische Messe) – Zdena Kloubova, Karen Cargill, Pavol Breslik, Gustav Belacek, David Goode, Prager Philharmonischer Chor; London Philharmonic Orchestra, 2004.
- Liszt: Weimarer Sinfonische Dichtungen – Gerhard Bosse, Jürnjacob Timm, Karl Suske; Gewandhausorchester, 1981.
- Liszt: Eine Faust-Sinfonie in drei Charakterbildern – Gewandhausorchester, 1981.
- Liszt: Konzert für Klavier und Orchester Nr. 1 und 2 – Michel Béroff; Gewandhausorchester, 1980.
- Mahler: Sinfonie Nr. 1 D-Dur – New Yorker Philharmoniker, 1993.
- Mendelssohn: Die Jugendsinfonien Nr. 1–12 (Streichersinfonien) – Gewandhausorchester 1972.
- Mendelssohn: Sinfonien Nr. 1–5 – Gewandhausorchester; 1972 und 1994.
- Mendelssohn: Die erste Walpurgisnacht, op. 60 – Annelies Burmeister, Eberhard Büchner, Siegfried Lorenz, Siegfried Vogel; Rundfunkchor Leipzig, Gewandhausorchester Leipzig, 1974
- Mendelssohn: Klavierkonzert Nr. 1 g-Moll op. 25 und Nr. 2 d-Moll op. 40 – Cyprien Katsaris; Gewandhausorchester, 1988.
- Mendelssohn: Klavierkonzert Nr. 1 g-Moll op. 25 – Yuja Wang; Verbier Festival Orchester, 2009.
- Mendelssohn: Klaviersextett D-Dur op. 110 – Kirill Troussov, David Aaron Carpenter, Maxim Rysanov, Sol Gabetta, Leigh Mesh; Verbier Festival Orchester, 2009.
- Mendelssohn: Violinkonzert e-Moll op. 64 – Thomas Zehetmair; Gewandhausorchester, 1985.
- Mendelssohn: Violinkonzert e-Moll op. 64 – Anne-Sophie Mutter; Gewandhausorchester, 2008.
- Mendelssohn: Elias – Alastair Miles, Helen Donath, Jard van Nes; MDR-Rundfunkchor Leipzig, Gewandhausorchester, 1993.
- Mendelssohn: Paulus – Gundula Janowitz, Rosemarie Lang, Hans Peter Blochwitz, Theo Adam, Gothart Stier, Hermann Christian Polster; MDR-Rundfunkchor Leipzig, Gewandhaus-Kinderchor, Gewandhausorchester, 1986.
- Mozart: Sämtliche Klavierkonzerte – Annerose Schmidt; Gewandhausorchester, 1974–1976.
- Mussorgsky: Bilder einer Ausstellung (Orchestrierung: Sergej Gortschakow) – London Philharmonic Orchestra 1990 und Gewandhausorchester 1993.
- Prokofjew: Sinfonie Nr. 1 D-Dur, op. 25 – Dresdner Philharmonie, 1969.
- Prokofiew: Sinfonie Nr. 5 in B-Dur, op. 100 – New Yorker Philharmoniker, 1997.
- Prokofjew: Klavierkonzerte Nr. 1–5 – Michel Béroff; Gewandhausorchester, 1974.
- Prokofjew: Romeo und Julia – Gewandhausorchester 1987 und New Yorker Philharmoniker 1997.
- Prokofjew: Alexander Newski – Gewandhausorchester, 1991.
- Schostakowitsch: Sinfonien Nr. 7 u. 13 – New Yorker Philharmoniker, 1994.
- Schostakowitsch: Sinfonien Nr. 1, 5 u. 7 – London Philharmonic Orchestra, 2001, 2000, 2018.
- Schostakowitsch: Sinfonie Nr. 7 C-Dur op. 60 – Orchestre National de France, 2006.
- Schubert: Sinfonien Nr. 3, 8 u. 9 – New Yorker Philharmoniker, 1998, 1991.
- Schubert: Sinfonie Nr. 8 h-Moll – London Philharmonic Orchestra, 2004.
- Schubert: Rosamunde – Elly Ameling; Rundfunkchor Leipzig, Gewandhausorchester, 1983.
- Schumann: Sinfonien Nr. 1–4 – Gewandhausorchester, 1973.
- Schumann: Sinfonien Nr. 1–4 – London Philharmonic Orchestra, 1991.
- Schumann: Klavierkonzert a-Moll op. 54, Introduktion und Allegro appassionato G-Dur op. 92, Konzert-Allegro mit Introduktion d-Moll op. 134 – Peter Rösel; Gewandhausorchester Leipzig, 1981
- Schumann: Genoveva – Siegfried Lorenz, Dietrich Fischer-Dieskau, Edda Moser, Peter Schreier, Gisela Schröter, Rundfunkchor Berlin; Gewandhausorchester, 1978.
- Strauss: Eine Alpensinfonie – Gewandhausorchester, 1996.
- Strauss: Vier letzte Lieder – Jessye Norman; Gewandhausorchester, 1982.
- Strauss: Vier letzte Lieder – Deborah Voigt; New Yorker Philharmoniker, 1999.
- Strauss: Ariadne auf Naxos – Jessye Norman, Julia Varady, Edita Gruberová, Paul Frey, Olaf Bär, Dietrich Fischer-Dieskau; Gewandhausorchester, 1988.
- Tschaikowski: Sinfonien Nr. 1–6 – Gewandhausorchester, 1987.
- Tschaikowski: Sinfonie Nr. 5 e-Moll op. 64 – Orchestre National de France, 2002.
- Weill: Die sieben Todsünden, Angelina Réaux; New Yorker Philharmoniker, 1994.

## Auszeichnungen
- 1961: Kunstpreis der DDR
- 1969: Nationalpreis der DDR III. Klasse für Kunst und Literatur
- 1970: Nationalpreis der DDR I. Klasse für Kunst und Literatur (im Kollektiv des Fernsehfilms Othello)
- 1971: Banner der Arbeit
- 1972: Arthur-Nikisch-Preis
- 1972: Martin-Andersen-Nexö-Kunstpreis der Stadt Dresden
- 1974: Ehrenmitglied des Orquestra Sinfônica Brasileira
- 1975: Johannes-R.-Becher-Medaille
- 1978: Kunstpreis der Stadt Leipzig
- 1979: Preis der National Academy of Recording Arts and Sciences in Los Angeles
- 1980: Stern der Völkerfreundschaft in Silber
- 1981: Ehrenmitglied des Gewandhausorchesters
- 1981: Robert-Schumann-Preis der Stadt Zwickau
- 1982: Nationalpreis der DDR I. Klasse für Kunst und Literatur
- 1984: Ehrendoktorwürde der Karl-Marx-Universität Leipzig
- 1987: Ehrendoktorwürde der University of Michigan
- 1987: Ehrenmitglied der Komischen Oper Berlin
- 1989: Ehrensenator der Hochschule für Musik „Felix Mendelssohn Bartholdy“ Leipzig
- 1989: Ehrenbürger der Stadt Leipzig
- 1990: Bambi
- 1990: Ritter der Ehrenlegion
- 1991: Hanns Martin Schleyer-Preis
- 1991: Ehrendoktorwürde des Cleveland Institute of Music
- 1991: Hermann-Voss-Kulturpreis der deutschen Orchester
- 1992: Ehrengastdirigent auf Lebenszeit des Israel Philharmonic Orchestra
- 1992: Ehrendoktorwürde des Westminster Choir College
- 1993: Musiker des Jahres des Musical America
- 1993: Ehrendoktorwürde der Hamilton University
- 1993: Ehrenmitglied der Oper Leipzig
- 1993: ISPAA International Award
- 1994: Ehrendoktorwürde der Manhattan School of Music
- 1994: Ehrendoktorwürde der Yale University
- 1994: Ehrendirigent der Dresdner Philharmonie
- 1995: Canator-Medaille der Düsseldorfer Gesellschaft für Rechtsgeschichte
- 1995: Bundesverdienstkreuz
- 1995: Kulturpreis Schlesien des Landes Niedersachsen
- 1996: Goldene Ehrenmedaille für Musik des National Arts Club, New York
- 1996: Ehrenbürger der Stadt Brieg
- 1996: Ehrendirigent des Gewandhausorchesters
- 1997: New York City Cultural Ambassador
- 1997: Ehrendoktorwürde der Juilliard School
- 1997: Kommandeur der Ehrenlegion
- 1997: Ehrenpräsident der Kulturstiftung Leipzig
- 1998: Theodor Thomas Award der Conductors Guild, Washington
- 1999: Kommandeur-Ehrenkreuz der Polnischen Republik
- 1999: Deutscher Fernsehpreis
- 2001: Friedensstein-Preis der Gothaer Kulturstiftung
- 2002: Großes Verdienstkreuz mit Stern
- 2003: Ehrenmitgliedschaft des Beethoven-Hauses Bonn[32]
- 2004: SAECULUM Glashütte Original-Musikfestspiel-Preis
- 2004: Internationaler Preis des Westfälischen Friedens
- 2004: Ehrendoktorwürde des Royal College of Music
- 2005: Wirtschafts- und Kommunikationspreis „Heiße Kartoffel“ des Mitteldeutschen Presseclubs
- 2005: Goldmedaille der Stadt Toulouse
- 2006: Transatlantic Partnership Award der American Chamber of Commerce in Germany
- 2007: Ostdeutscher Medienpreis Goldene Henne
- 2007: Erster Preisträger des Internationalen Mendelssohn-Preises zu Leipzig für sein Lebenswerk und seinen Einsatz für den Bau des neuen Gewandhauses in Leipzig im Jahr 1981 sowie für sein Engagement bei den Montagsdemonstrationen im Jahr des Mauerfalls 1989
- 2007: Großes Verdienstkreuz mit Stern und Schulterband
- 2007: Ehrenbürger der Stadt Breslau[33]
- 2008: Sächsischer Dankorden im Rahmen des Semperopernballs am 18. Januar 2008
- 2008: Wilhelm-Furtwängler-Preis im Rahmen des Bonner Beethovenfestes am 10. September 2008
- 2008: Kulturpreis der Stadt Herdecke für Toleranz, Menschlichkeit und Frieden
- 2010: Urania-Medaille des Bildungs- und Kulturzentrums Urania in Berlin am 23. April 2010
- 2010: Leo-Baeck-Medaille in New York am 9. November 2010[34]
- 2010: ECHO Klassik in der Kategorie Ehrung des Lebenswerks eines Künstlers[35]
- 2010: Ernennung zum Ehrensenator der Deutschen Nationalstiftung[36]
- 2010: Aschaffenburger Mutig-Preis
- 2011: Adenauer-de Gaulle-Preis
- 2012: Kulturpreis der deutschen Freimaurer[37]
- 2014: Sächsischer Verdienstorden
- 2014: Goldene Henne in der Kategorie „Politik“

## Internationales Kurt-Masur-Institut
Seit November 2017 ist im Leipziger Mendelssohn-Haus das Internationale Kurt-Masur-Institut ansässig.

## Ehrungen
- Anlässlich seines 91. Geburtstags wurde er im Jahr 2018 von der Suchmaschine Google mit einem Doodle auf der Startseite geehrt.[39]

## Filme
- Deutschland deine Künstler. Kurt Masur. Deutschland/ARD 2009, 45 min. Buch und Regie: Reinhold Jaretzky. Produktion: Zauberbergfilm Berlin[40]

## Hörfunk (Auswahl)
- 1991: Gewandhauskapellmeister Kurt Masur wird Chefdirigent des New York Philharmonic Orchestra, Reportage von Steffen Lieberwirth mit Zubin Mehta und Kurt Masur,  September 1991, Sachsen Radio / DS Kultur
- 1996: Res severa - die ernste Sache, Steffen Lieberwirth im Gespräch mit Kurt Masur zu seinem Rücktritt als Gewandhauskapellmeister, Sendung: 30. Dezember 1996, MDR Kultur